# 那不勒斯腓特烈二世大学
那不勒斯腓特烈二世大学（義大利語：Università degli Studi di Napoli Federico II）或那不勒斯費德里科二世大学是一所大学，位于意大利那不勒斯。它创建于1224年，是世界上古老的国立大学，也是最古老的连续运行的学术机构之一。该大学得名于其创建者腓特烈二世。该大学分为13个系，学生96,867人（2010年）。

## 历史
1224年6月5日，神圣罗马帝国皇帝腓特烈二世发布了该法令。与博洛尼亚，帕多瓦等城市不同，那不勒斯大学的建立是一种政治行为，旨在培育帝国官员。

## 院系设置
该大学分为13个学院：
- 农业
- 建筑
- 生物
- 经济
- 工程
- 法律
- 文学和哲学
- 数学、物理和自然科学
- 医学和外科
- 药学
- 政治学
- 社会学
- 兽医

## 知名校友
- 托马斯·阿奎那（約1225年－1274年3月7日）。歐洲中世紀神學家，經院哲學的代表人物。著有《神學大全》。
- 卢卡·帕丘利（1445年—1517年）。现代会计学之父，总结并发展了复式记账法。
- 焦爾達諾·布魯諾（1548年－1600年2月17日）。文藝復興時期著名科學家，哲學家。反對基督教宇宙觀，1600年被處以火刑。
- 詹巴蒂斯塔·维柯（1668年6月23日－1744年1月23日）意大利政治哲学家、演說学家、历史学家和法理学家。著有《新科学》。
- 本尼迪托·克罗齐（1866年2月25日－1952年11月20日）意大利当代哲学家。
- 保罗·索伦蒂诺（1970- )著名导演，代表作《绝美之城》，《年轻的教宗》。
- 尼古拉·羅密歐（1876-1938）意大利工程師，企業家。愛快羅密歐創始人。
- 恩里科·德尼科拉（1877－1959）二戰後意大利共和國首任總統。